# 常新港
常新港（1957年10月—），天津新港人，中国儿童文学作家，中国作家协会会员，黑龙江省作家协会副主席。曾获全国优秀儿童文学奖、庄重文文学奖、宋庆龄儿童文学奖等奖项。